# هلا یین وین
هلا یین وین (برمه‌ای: လှယဉ်ဝင်း؛ زادهٔ ۲۰ اکتبر ۱۹۹۵) بازیکن فوتبال است.
وی همچنین در تیم‌های ملی فوتبال زنان میانمار بازی کرده‌است.